# Portalites
Portalites es un género extinto de acritarco. La especie Portalites gondwanensis se encuentra en el afloramiento Morro do Papaléo en la ciudad de Mariana Pimentel, el geoparque Paleorrota. El afloramiento se encuentra en la Formación Río Bonito y fecha de Sakmariense en el Pérmico.